# Ausztria
Az Osztrák Köztársaság (vagy latin eredetű néven Ausztria, németül Österreich vagy Republik Österreich, ófelnémet nyelven: Ostarrîchi, jelentése: „keleti birodalom”) közép-európai szövetségi állam. Északról Németország és Csehország, keletről Szlovákia és Magyarország, délről Szlovénia és Olaszország, nyugatról pedig Svájc és Liechtenstein határolja.
1955. május 15-én Bécsben aláírták az államszerződést, melyben az ország visszakapta szuverenitását. A megszállók kivonulása után Ausztria örökös semlegességét az alkotmányban rögzítették. Az államszerződés lehetőséget teremtett arra, hogy Ausztria független, semleges államként a saját útját járja.
Jól fejlett szociális piacgazdaság  jellemzi, amely szerkezetében hasonló Németországéhoz. Fejlett ország, igen magas életszínvonallal, továbbá multikulturális állam, amely etnikai, vallási, faji sokszínűséggel rendelkezik. A Mercer listáján hosszú évek óta globálisan is a fővárosa, Bécs áll a legélhetőbb nagyvárosok listájának első helyén.
Az EU-ban 2022-ben a GDP arányához képest Ausztriában volt a legalacsonyabb a feketegazdaság mértéke.
1955 óta tagja a ENSZ-nek, és 1995 óta az Európai Uniónak is. További szervezeti tagságai: WTO, Békepartnerség, NYEU, EBESZ, IMF, OECD. 1995-ben aláírta a schengeni egyezményt, és 1999-ben bevezette fizetőeszközként az eurót.

## Földrajz
| \| Csehország Magyar- ország N é m e t o r s z á g Olaszország Svájc Szlov. Szlovénia Bécs Bécsújhely Bregenz Feldkirch Graz Innsbruck Klagenfurt Linz Salzburg Sankt Pölten Steyr Villach Wels T i r o l Karintia Großglockner A l p o k Duna Fertő-tó \| \| térkép szerkesztése \| |
| Csehország Magyar- ország N é m e t o r s z á g Olaszország Svájc Szlov. Szlovénia Bécs Bécsújhely Bregenz Feldkirch Graz Innsbruck Klagenfurt Linz Salzburg Sankt Pölten Steyr Villach Wels T i r o l Karintia Großglockner A l p o k Duna Fertő-tó                                 |
| térkép szerkesztése |

### Domborzat

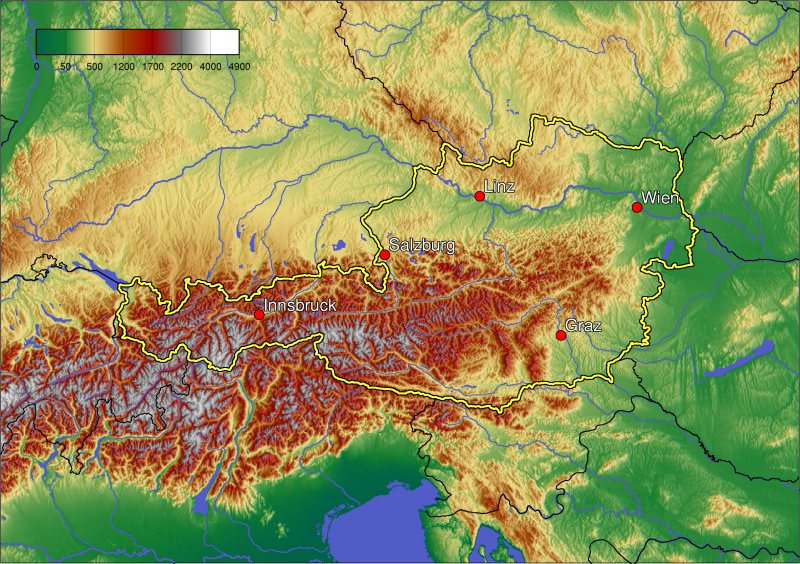
Domborzati térkép

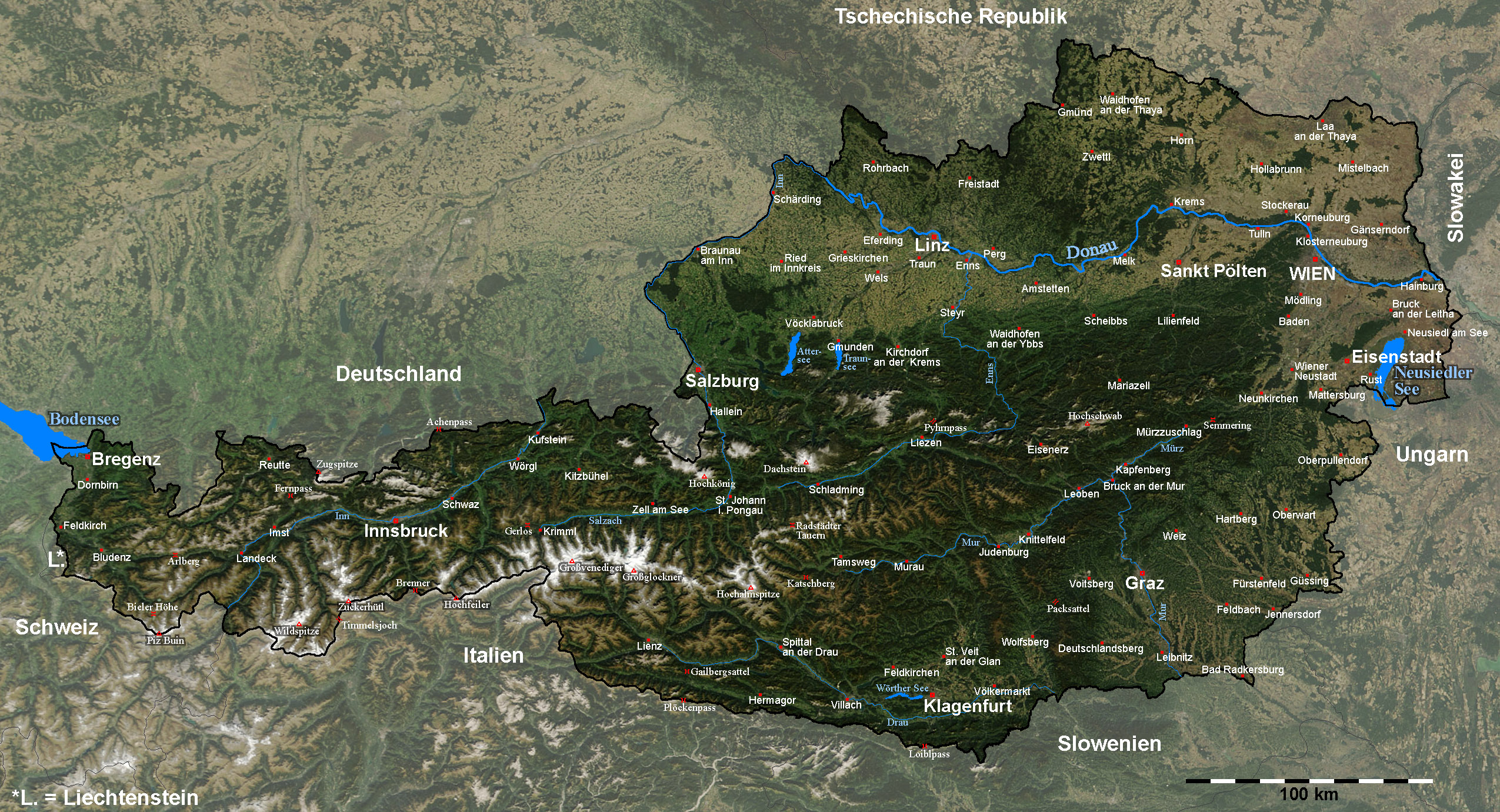
Műholdkép

Ausztria Közép-Európa déli részén, a Duna felső szakasza mentén fekszik. Területének felét magashegységek, harmadát középhegységek uralják és csak alig ötödére terjednek a medencék, illetve az alacsonyabb dombvidékek.
Ausztria területén öt tájegységet különíthetünk el:
- Bécsi-medence: a Kárpátok és a Keleti-Alpok északi mészkőhegyei által közrefogott Bécsi-medence területén a mélyre süllyedt óidei kristályos kőzeteket közép- és harmadkori tengeri üledékek borítják. Déli határa a Wechselgebiet és a Bucklige Welt dombos tája, illetve a Steinfeld. A Duna a tájat egy északi mezőgazdasági és egy déli ipari területre osztja.
- Osztrák-gránitfennsík: a Dunától északra eső területet a Cseh-masszívum déli része, az Osztrák-gránitfennsík foglalja el, amely óidei kristályos kőzetekből (gránit, gneisz) áll. A Duna vonaláig húzódik dél felé, helyenként át is lépve azt. Átlagosan 300–600 m magasságú területén erdőségek termékeny mezőgazdasági tájakkal váltakoznak. Két ismert vidéke a Weinviertel, a borok hazája, és a Waldviertel, az erdők tájegysége. A Duna és a March között a Morva-mező, azaz Marchfeld fekszik. A táj déli részén a Duna völgyének áttörései sorakoznak, a Passaui-völgy, a Wachau, a Nibelungengau és a Strundengau.
- Észak-burgenlandi-teknő: közvetlenül az Alpokhoz csatlakozó táj, itt helyezkedik el a lefolyástalan Fertő tó, melyet apró szikes tavak fognak körbe.
- Keleti-Alpok: Ausztria legnagyobb kiterjedésű tája, melyet szélesen és részarányosan elhelyezkedő nyugat–keleti csapásirányú vonulatok jellemeznek. A Keleti-Alpok több övezetből áll:
  - Az északi üledékes övezet az Északi-Mészkőalpok, melynek részei: a Lech-völgyi-Alpok, az Allgäui-Alpok, az Észak-tiroli Alpok, a Salzburgi-Alpok és a Stájer–Alsó-ausztriai-Mészkő-Alpok.
  - A középső kristályos övezet a Központi-Alpok, melynek részei: a Silvretta, az Ötz-völgyi-Alpok, a Stubai-Alpok, a Zillervölgyi-Alpok, a Magas-Tauern, az Alacsony-Tauern és a Gurk-völgyi-Alpok.
  - A kristályos övezettől délre húzódik a Déli-Mészkőalpok, melynek részei: a Gailtali-Alpok, a Karni-Alpok és a Karavankák.
- Elő-Alpok és Kelet-Stájer dombvidék: az alpi vonulatokat északról harmadkori dombvidék kíséri. Ez az Elő-Alpok. A hajdani gleccserek által lerakott morénatakarót a Duna mellékfolyói hullámos dombvidékké szabdalták fel. A központi kristályos vonulat és a déli mészkőövezet között a legutóbbi jégkorszakból származó morénák által felduzzasztott tavakban bővelkedő Klagenfurti-medence és a harmadkori üledékekkel borított Grazi-medence helyezkedik el. E vidéket a Rába, a Mura és a Dráva változatos dombvidékké formálta.

Legmagasabb pont: Großglockner (3798 m, Magas-Tauern, Központi-Alpok)
Legalacsonyabb pont: Fertő tó (Neusiedler See) (115 m)

### Vízrajz

#### Folyói
Legjelentősebb folyója a Duna (Donau) (350 km), vízgyűjtő területe az egész ország 96%-ára terjed ki. Kivétel Vorarlberg (a Rajna vízgyűjtője); a Mühlviertel és a Waldviertel (az Elba és a Moldva vízgyűjtője). A Duna Passaunál lép be Ausztriába, majd 350 km-t tesz meg az ország területén belül nyugat–keleti irányba.
A Duna leghosszabb jobb oldali mellékfolyói: a Lech, az Inn (360 km), a Traun, az Enns és az Ybbs, valamint a Dráva (Drau) a Murával (Mur) és az Mürzzel. Bal oldali mellékfolyói kisebbek, mint például a Krems és a Morva.
Az alpesi folyók nem hajózhatók, de fontosak a vízerőművek és a faúsztatásra alkalmasságuk miatt.

#### Tavai
Ausztria Európa egyik vizekben igen gazdag országa, több mint 9000 tó fekszik az ország területén. Több ország is osztozik két taván, mely két végén terül el:
- A Fertő tó (Neusiedler See) – 232 km² keleten, Ausztria és Magyarország közös tava. Közép-Európa egyetlen sztyeppei tavaként ismerjük. Vízfelülete 320 km², szélessége 5–15 km, hosszúsága 35 km, mélysége 1-1,8 m.
- A Boden-tó (Bodensee) – 539 km², nyugaton, Ausztria, Svájc és Németország közös tava. A legmélyebb alpesi tó. Fő táplálója és levezetője a Rajna. Legfontosabb kikötője Ausztriában Bregenz.

A számtalan tó közül kettő bír jelentős vonzerővel:
- A Salzkammerguti-tóvidék Stájerország és Salzburg tartományokban fekszik, tavai: a Traunsee 25,7 km², Ausztria második legnagyobb beltava, az Atter-tó (Attersee) 46,7 km² a jégkori eredetű tavainak legnagyobbika és Ausztria második legnagyobb tava, a Hallstatti-tó (Halstättersee), az Altaussee, a Grundlsee, a Mondsee, a Wolfgang-tó (Wolfgangsee), a Fuschlsee, a Wallersee, a Hintersee, a Trumersee, a Prebersee, a Putterersee és a Stausee.
- A Karintiai-tóvidék Karintia tartományban helyezkedik el, tavai: nagyobbak a Wörthi-tó (Wörthersee), Karintia legnagyobb és egyik legmelegebb tava, az Ossiachi-tó (Ossiacher See), a Millstatti-tó (Millstätter See), és a Weißensee. Kisebbek a Felder See, a Faaker See, a Klopeiner See, a Keutschacher See, az Afritzer See, a Presseger See. Jégkori gleccserek vájta medencékben, mélyedésekben alakultak ki.

### Éghajlat
Éghajlatát az Alpok hegyvonulata és az Atlanti-óceántól való nagyobb távolság határozzák meg. Felszínének csaknem 2/3-át a Keleti-Alpok hálózza be, ahol változatos hegyvidéki éghajlat alakult ki, az óceántól való jelentősebb távolság miatt azonban egyre inkább előtérbe kerülnek a szárazföldi éghajlat vonásai. Ezek a zárt medencékben felerősödnek. Északon, a Linzi- és Bécsi-medencében nedves kontinentális éghajlat jellemző.
Az Alpok északi szélénél átmeneti, közép-európai éghajlat uralkodik: itt minden hónapban hullik csapadék, gyakran hűvös a nyár és hideg a tél. Az Alpok belsejében kevesebb a csapadék, a nyár gyakran meleg és száraz, a tél hosszú, hóban gazdag, télen az alacsonyabban fekvő területeket sokszor köd borítja.
Az Alpok területén gyakran keletkezik a száraz, meleg bukószél, a főn. Legjellegzetesebb a főn télen, ebben az évszakban néhány óra alatt akár 15-20 °C-os felmelegedést is előidézhet, ami hirtelen hóolvadással és lavinaképződéssel jár.
A csapadék évi összegei általában 1000-2000 mm között változnak, de északkeleten és keleten, továbbá helyenként az Inn völgyében azonban jóval kevesebb, 600–700 mm évi csapadék hullik. A csapadék évi járása kontinentális típusú.
Az Alpoktól délre – alpi viszonylatban – szárazabb és melegebb a nyár, a tél pedig enyhébb, ezért is sokan üdülnek szívesen a Karintiai-tavak mellett. Az ország keleti része mérsékelt éghajlat alá tartozik, Burgenlandban pannon klíma uralkodik.
- Januári középhőmérséklet
- Júliusi középhőmérséklet
- Évi csapadékmennyiség
- Átlagos napsütés

| Hónap                         | Jan. | Feb. | Már. | Ápr. | Máj. | Jún. | Júl. | Aug. | Szep. | Okt. | Nov. | Dec. | Év   |
| ----------------------------- | ---- | ---- | ---- | ---- | ---- | ---- | ---- | ---- | ----- | ---- | ---- | ---- | ---- |
| Átlagos max. hőmérséklet (°C) | 2,9  | 5,1  | 10,3 | 15,2 | 20,5 | 23,4 | 25,6 | 25,4 | 20,3  | 14,2 | 7,5  | 4,0  | 14,6 |
| Átlagos min. hőmérséklet (°C) | −2,0 | −0,9 | 2,4  | 5,8  | 10,5 | 13,5 | 15,4 | 15,3 | 11,7  | 7,0  | 2,4  | −0,5 | 6,8  |
| Átl. csapadékmennyiség (mm)   | 37   | 39   | 46   | 52   | 62   | 70   | 68   | 58   | 54    | 40   | 50   | 44   | 620  |
| Havi napsütéses órák száma    | 56   | 79   | 127  | 171  | 220  | 220  | 245  | 229  | 171   | 136  | 63   | 53   | 1771 |
| Forrás: worldweather.org      |      |      |      |      |      |      |      |      |       |      |      |      |      |

| Hónap                                      | Jan. | Feb. | Már. | Ápr. | Máj. | Jún. | Júl. | Aug. | Szep. | Okt. | Nov. | Dec. | Év   |
| ------------------------------------------ | ---- | ---- | ---- | ---- | ---- | ---- | ---- | ---- | ----- | ---- | ---- | ---- | ---- |
| Átlagos max. hőmérséklet (°C)              | 3,1  | 6,6  | 11,7 | 17,1 | 21,8 | 25,0 | 27,1 | 26,1 | 21,0  | 15,6 | 8,9  | 2,8  | 15,6 |
| Átlaghőmérséklet (°C)                      | −0,5 | 1,8  | 6,3  | 11,4 | 16,1 | 19,5 | 21,5 | 20,6 | 15,9  | 11,1 | 2,2  | −0,2 | 10,5 |
| Átlagos min. hőmérséklet (°C)              | −4,2 | −3,0 | 0,9  | 5,7  | 10,4 | 14,0 | 15,8 | 15,2 | 10,9  | 6,6  | 2,2  | −3,1 | 6,0  |
| Átl. csapadékmennyiség (mm)                | 24   | 30   | 44   | 49   | 86   | 118  | 125  | 113  | 81    | 62   | 52   | 35   | 819  |
| Havi napsütéses órák száma                 | 90   | 118  | 146  | 166  | 210  | 213  | 234  | 227  | 174   | 140  | 93   | 79   | 1890 |
| Napi napsütéses órák száma                 | 3    | 5    | 6    | 6    | 8    | 8    | 8    | 8    | 6     | 5    | 3    | 3    | 6    |
| Forrás: Napos órák: Csapadék: Hőmérséklet: |      |      |      |      |      |      |      |      |       |      |      |      |      |

| Hónap                         | Jan. | Feb. | Már. | Ápr. | Máj. | Jún. | Júl. | Aug. | Szep. | Okt. | Nov. | Dec. | Év   |
| ----------------------------- | ---- | ---- | ---- | ---- | ---- | ---- | ---- | ---- | ----- | ---- | ---- | ---- | ---- |
| Átlagos max. hőmérséklet (°C) | 3,5  | 6,3  | 11,3 | 14,8 | 20,3 | 22,6 | 24,7 | 24,4 | 20,8  | 15,8 | 8,2  | 3,7  | 14,7 |
| Átlagos min. hőmérséklet (°C) | −5,2 | −3,7 | 0,2  | 3,4  | 7,8  | 10,8 | 12,8 | 12,7 | 9,3   | 4,8  | −0,5 | −4,2 | 4,1  |
| Átl. csapadékmennyiség (mm)   | 44   | 41   | 56   | 58   | 87   | 110  | 137  | 111  | 78    | 57   | 63   | 53   | 895  |
| Havi napsütéses órák száma    | 94   | 120  | 154  | 168  | 193  | 186  | 215  | 214  | 180   | 159  | 102  | 83   | 1868 |
| Forrás:                       |      |      |      |      |      |      |      |      |       |      |      |      |      |

### Élővilág

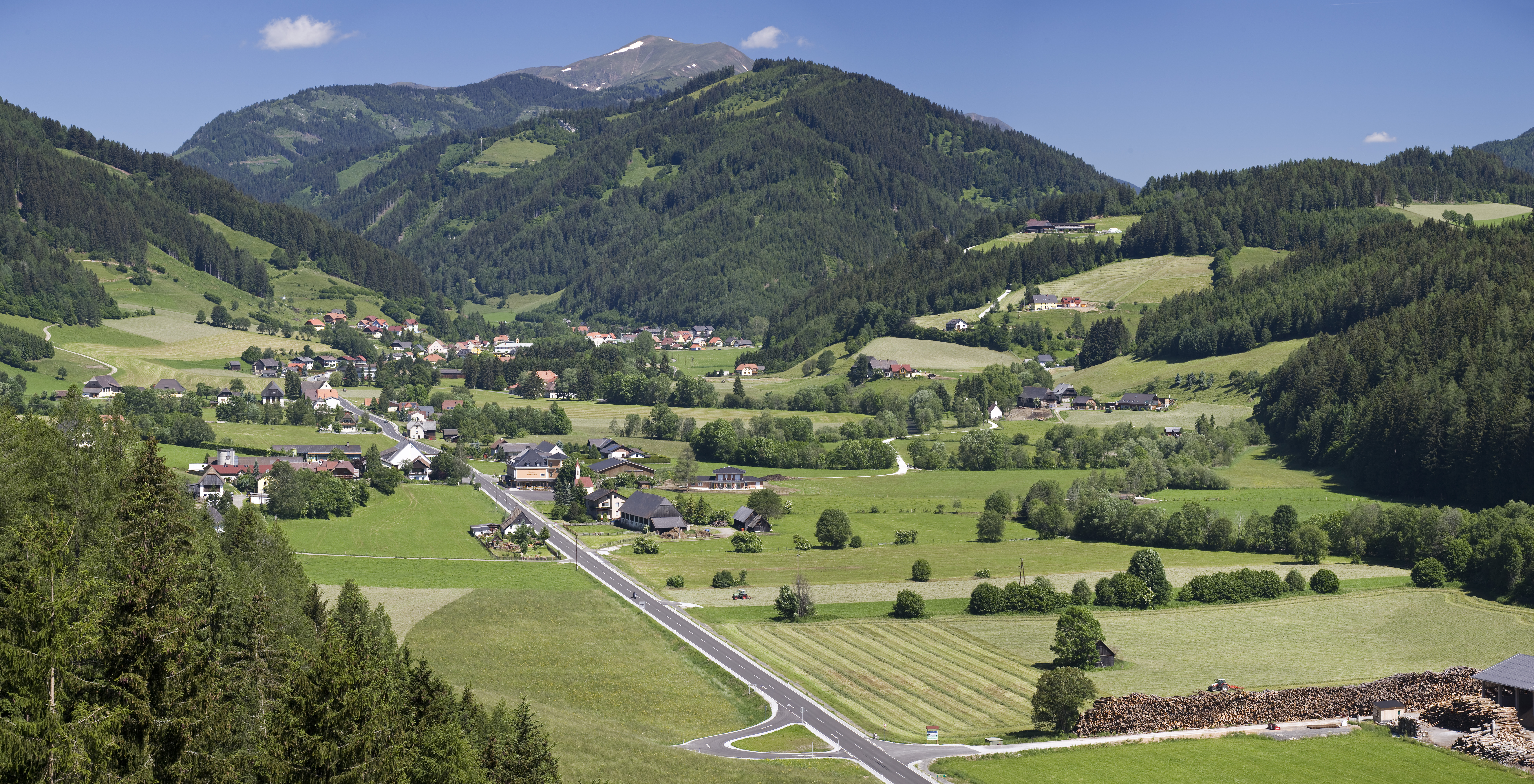
Az osztrák táj Möderbruggnál

Ausztria Európa egyik legerdősebb országa. Területének mintegy 47%-át erdő borítja. Az Alpok alacsonyabban fekvő részein lombos erdők (tölgyesek, bükkösök) találhatók. E felett, az 1900-2000 m-en húzódó erdőhatárig tűlevelű erdők vannak, amelyeket törpefenyvesek váltanak fel. Az erdők állománya sok helyen lecsökkent, helyüket másodlagosan kialakult legelők foglalják el. A havasi gyepek 2500 m magasságban felszakadoznak, s a jellegzetes szubnivális (az örök hó területe alatti) párnavegetáció következik. 3000 m magasságban a zuzmók és párnamohák dominálnak. A medencékben, völgyekben az eredeti lombos erdőket mezőgazdasági területek váltották fel. Az erdők nagyobb állománya csak az Osztrák-gránitfennsíkon maradt meg. A sík vidéken is visszaszorította az erdőket a mezőgazdasági művelés. A Fertő tó környékén sztyeppnövényzet, a tavon nagy nádasok találhatók.
Többnyire a közép-európai állatvilág jellemző az országra: szarvas, vaddisznó, nyúl, fácán, fogoly, róka, borz, nyest és mókus. Az Alpokban főleg zergék, mormoták, és kőszáli kecskék élnek. Emellett jelentős a madárállománya, különösen a Fertő tó környékén.

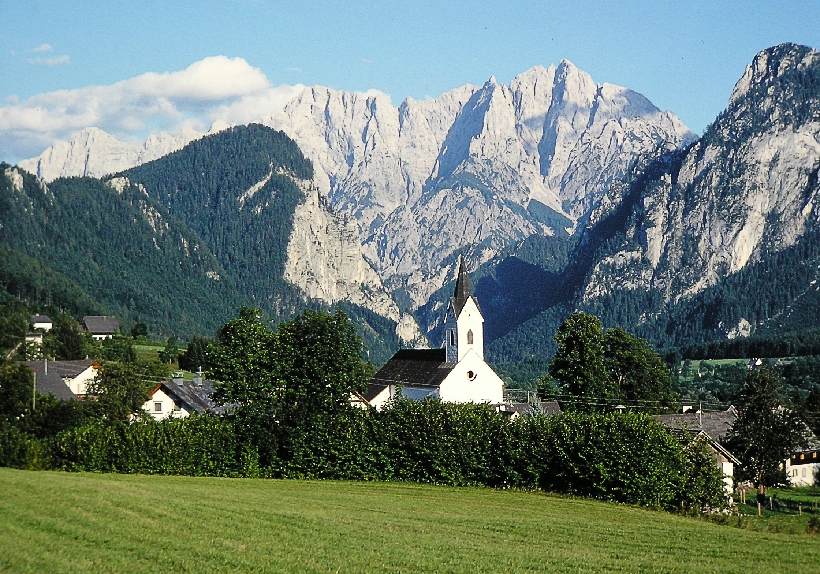
Gesäuse Nemzeti Park

### Természetvédelem
Nemzeti parkjai:
Ausztria számtalan környezetvédelmi egyezmény résztvevője, többek között:
- a Rámszari egyezmény (a vadvizek védelme)
- a Berni egyezmény (a vadon élő növény- és állatfajok védelme)
- a CITES egyezmény (a veszélyeztetett fajok védelme)
- Egyezmény az Alpok védelméről

## Történelme
A jelenlegi Ausztria földje Európa legrégebben lakott területei közé tartozik: már az őskőkorszakban éltek itt emberek. A vaskorból a hallstatti kultúra nyomait fedezték fel. Éltek itt egykor illír és kelta törzsek is.

### 20. század
1914–1918: Az 1914-es Ferenc Ferdinánd trónörökös ellen elkövetett szarajevói merénylet után kitör az első világháború, 1916 Ferenc József halála, 1918 a Monarchia széthullása, I. Károly császár (IV. Károly néven magyar király) lemondása, a Habsburg-ház trónfosztása.

### Az első köztársaság kora (1918–1938)
1916-ban I. Ferenc József halálával megkezdődött az Osztrák–Magyar Monarchia összeomlása. Az őt követő I. Károly császár két évvel később lemondásra kényszerült.
1918. november 12-én az Osztrák Ideiglenes Nemzetgyűlés kikiáltotta az Osztrák Köztársaságot. 1919 szeptember 10-én a Saint-Germainben megkötött béke megtiltja Ausztria egyesülését Németországgal. A béke lecsökkentette az ország területét, és felelőssé tették Ausztriát a háború kitöréséért. Új alkotmányt adtak ki, melyben az országot szövetségi állammá alakítják.
A hatalmas Osztrák–Magyar Monarchiából egy megkisebbedett Ausztria maradt. A továbbiakban az országnak sok problémával kellett szembenéznie. Nagy volt a munkanélküliség és az élelmiszerhiány. Ausztria nem tudta élelmezni önmagát. További baj volt, hogy az egykori birodalomból Ausztriára maradt egy hatalmas hivatalnoksereg. Emellett 15%-os volt az infláció, és a hagyományos piacok a saint-germaini békeszerződés miatt külföldre kerültek. Maguk a tartományok sem bíztak abban, hogy az ország képes lesz fennmaradni. Vorarlberg Svájchoz, Tirol és Salzburg (tartomány) a Német Birodalomhoz kívánt csatlakozni. A Szociáldemokrata Munkáspárt (SDAPÖ) programja is tartalmazott egy Anschluss paragrafust. De a győztes hatalmak mindenképpen ragaszkodtak egy önálló Ausztriához. Az ország végül nem ment csődbe, ugyanis több ország segélyt nyújtott Ausztriának.
Az 1920-as években fejlődött az ország. Megduplázódott a személyautók száma, az idegenforgalom területén több mint kétmillióval nőtt az igénybe vett szállások száma. Azonban az osztrákok nem vágytak függetlenségre, nem érezték úgy, hogy ők egy nemzet tagjai. Emellett sokan (főleg a kisbirtokos parasztok) elutasították a demokráciát, a „vörös Bécs” pedig az egész országgal szembekerült. Különböző félkatonai szervezetek alakultak, amelyek valós veszélyt jelentettek a demokráciára nézve.
A nagy gazdasági világválság Ausztriát keményen sújtotta. Az osztrák ipar 70%-át érintette súlyosan. Kb. 200 ezerről 557 ezerre nőtt a munkanélküliek száma. Azonban a kormányzó SDAPÖ (Ausztria Szociáldemokrata Munkáspártja) nem tudott megküzdeni a gazdasági válság nehézségeivel. Ausztria ugyanis még nem pótolta elvesztett gyárait, termőföldjeit és ásványkincseit. Ennek eredményeképpen az 1930-as években egyre erősödött a nacionalista jobboldal. Hamarosan új problémával kellett szembenézni: a Németországból irányított, egyre veszedelmesebb nácikkal. Megkezdődött az Anschluss-nak (a Német Birodalomhoz való csatlakozás) gondolatának féktelen hirdetése, és az osztrák náci párt előretörése.

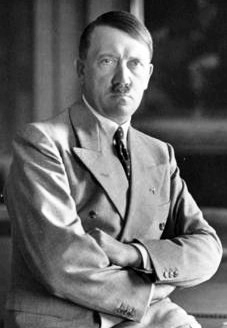
A felső-ausztriai születésű Adolf Hitler 1933-ban

Ez a helyzet válaszút elé kényszerítette a Dollfuß-kormányt. Engelbert Dollfuß kancellár (1932–34) azonban a fő ellenséget a baloldalban látta, s szerette volna az egész demokráciát felszámolni. 1934 februárjában, a pattanásig feszült légkörben valóságos csata zajlott le a félkatonai szervezetek és kormány hadserege között. A hadsereg győzött, ezután pedig Dollfuß kancellár betiltotta a pártokat, és fasiszta mintájú szövetségi alkotmányt fogadtatott el. Ezzel véget ért az osztrák demokrácia története, ami összesen 15 évig tartott. Ám a nácik azt szerették volna elérni, hogy Ausztria Németország része legyen. Dollfuß kancellár meggyilkolása azonban hátráltatta törekvésüket. Hitler is levonta a tanulságot, hogy Ausztria erőszakos bekebelezése egy táborba gyűjtheti a nyugati hatalmakat.
Hitler és Mussolini 1936-ban megegyeztek egymással, így már nem volt olyan ország, amely megakadályozhatta volna Ausztria bekebelezését. A pártok feloszlatása után az osztrák náciknak már semmilyen szervezett politikai ellenfele nem akadt. Nyitva állt az út a két ország egyesítése előtt.
A következő kancellár, Kurt Schuschnigg (1934–1938) visszatérhetett volna az alkotmány alapjaihoz, csakhogy ugyanazt folytatta, amit elődje elkezdett. Hiába ajánlott fel a náciknak néhány miniszteri tárcát a kormányban, a nácik lecsendesítése így sem sikerült. Schuschniggra hatalmas nyomás nehezedett, és 1936-ban kénytelen volt elfogadni egy szerződést, amellyel Ausztria Németország szövetségesévé vált. 1938 februárjában Schuschniggot Berchtesgadenbe szállították, ahol Hitler kapitulációt követelt tőle. Schuschnigg ekkor még ellenállt, s feloldotta a gyülekezési tilalmat, próbálta a demokráciát és a függetlenséget megőrizni. Tudta, hogy a német hadseregben már beszélnek a bevonulásról. A nyugati hatalmak csak szóban tiltakoztak az Anschluss ellen. Schuschnigg 1938. március 13-ra népszavazást írt ki a csatlakozás ügyében. Hitler döntő lépésre szánta rá magát. Március 11-én lezárták az osztrák-német határt, március 12-én a német hadsereg bevonult Ausztriába, és másnap Hitler Ostmark néven beolvasztotta az országot a Harmadik Birodalomba.

### Németország részeként (1938–1945)
1938. március 13-án a bevonuló német haderőt a lakosság sok helyen ünnepléssel fogadta. Az új kancellár Arthur Seyss-Inquart lett, akinek a független Ausztria felszámolásának feladata jutott. Bécsben a birodalmi nácik szerezték meg a fontosabb pozíciókat az osztrák barnaingesek elől. Megkezdődött a tartományok átnevezése, az új hivatalok létesítése, illetve a németországi törvények bevezetése. A megszállás árnyoldalát az osztrák értelmiség és a zsidóság rögtön megérezte s több ezren emigráltak. Sokan öngyilkosok lettek, mások, főleg a vallási vezetők viszont kedvezőbben fogadták a „felszabadító” német csapatokat.
A megszállás első napjaiban kb. 90 000 osztrákot (főleg zsidókat) tartóztattak le, akiket azonnal valamelyik koncentrációs táborba vittek.
Németország természetesen magával rántotta a világháborúba Ausztriát.
A nácik politikai ellenfelei különböző ellenálló szervezeteket alakítottak. Szabotázsokat és merényleteket hajtottak végre. Akiket felfedeztek, azokkal leszámoltak. Hamarosan megkezdődtek az Ausztria elleni brit és amerikai légitámadások. Főleg a tartományok fővárosait, Bécset (Bécsi csata) és az ipari központokat (pl. Bécsújhelyet) érték súlyos támadások. Ausztria jelentős része még a fegyverletétel után is német kézen volt (kivéve Bécset és Burgenland tartományt).

### A második köztársaság kora (1945 után)

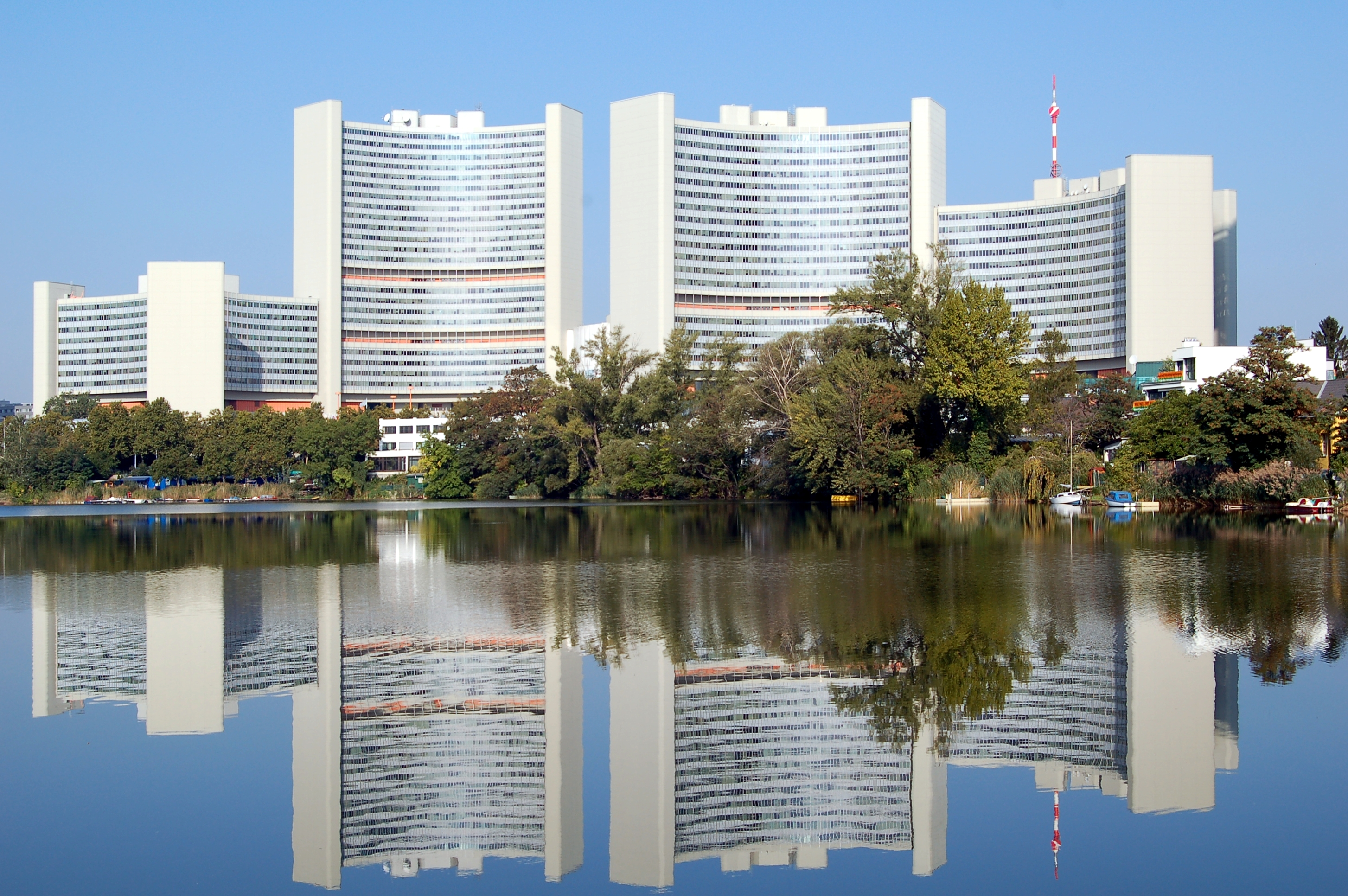
Az ENSZ bécsi központja (UNOV)

Bécs felszabadítása után a Vörös Hadsereg tovább nyomult nyugat felé, miközben nyugatról és északról a szövetséges csapatok is behatoltak Ausztriába. Még folytak a harcok, az új ideiglenes kormány újra hatályba helyezte a szövetségi alkotmányt.
A második világháború befejeztével a győztes nagyhatalmak csapatai elfoglalták, és egy évtizeden át megszállva tartották a négy megszállási övezetre osztott Ausztriát, amelyre a háború után nem Németországgal együttműködő, hanem Németország által leigázott államként tekintettek. Ez a magyarázata annak, hogy az ország megtarthatta 1938-as határait, és nem kellett kártérítést sem fizetnie.
Egy kommunista irányítású hatalomátvételi kísérlet (Koplenig-puccs) kudarca után 1955-ben a Szovjetunió bejelentette, hogy hajlandó kivonulni, de cserébe meg kell tiltani Ausztriának a Németországgal való gazdasági és politikai egyesülését, és az újra felfegyverzést. Németországot pedig kötelezni kell, hogy lemondjon minden Ausztriát érintő igényéről. Ezzel a nyugati szövetségesek is egyetértettek. 1955. május 15-én Bécsben aláírták az államszerződést, melyben az ország visszakapta szuverenitását. A megszállók kivonulása után Ausztria örökös semlegességét alkotmányban rögzítették. Az államszerződés lehetőséget teremtett arra, hogy Ausztria független, semleges országként a saját útját járja. A legfontosabb kérdéseket békésen rendezték, igen ritkán sztrájkolnak.
1945–1966 között az Osztrák Néppárt (ÖVP) és az Osztrák Szocialista Párt (SPÖ) koalíciója vezette az országot. 1955-ben az ENSZ, majd 1960-ban az EFTA tagja lett.
1989-ben Ausztria kérelmezte felvételét az Európai Unióba (EU). 1994-ben a lakosság népszavazással jóváhagyta a csatlakozást. 1995. január 1. óta az EU tagja.

## Politika és közigazgatás

### Alkotmány, államforma

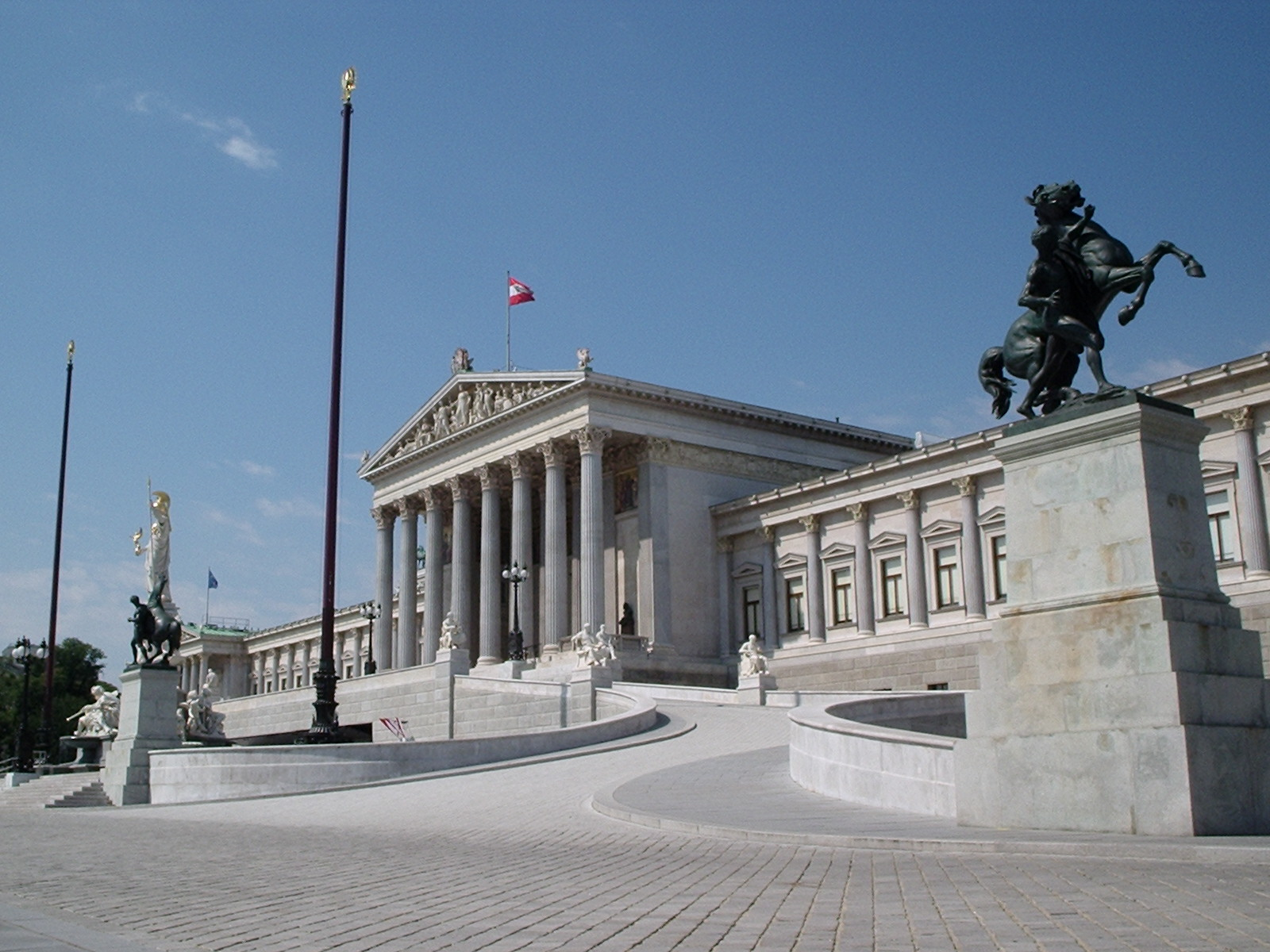
A parlament épülete Bécsben

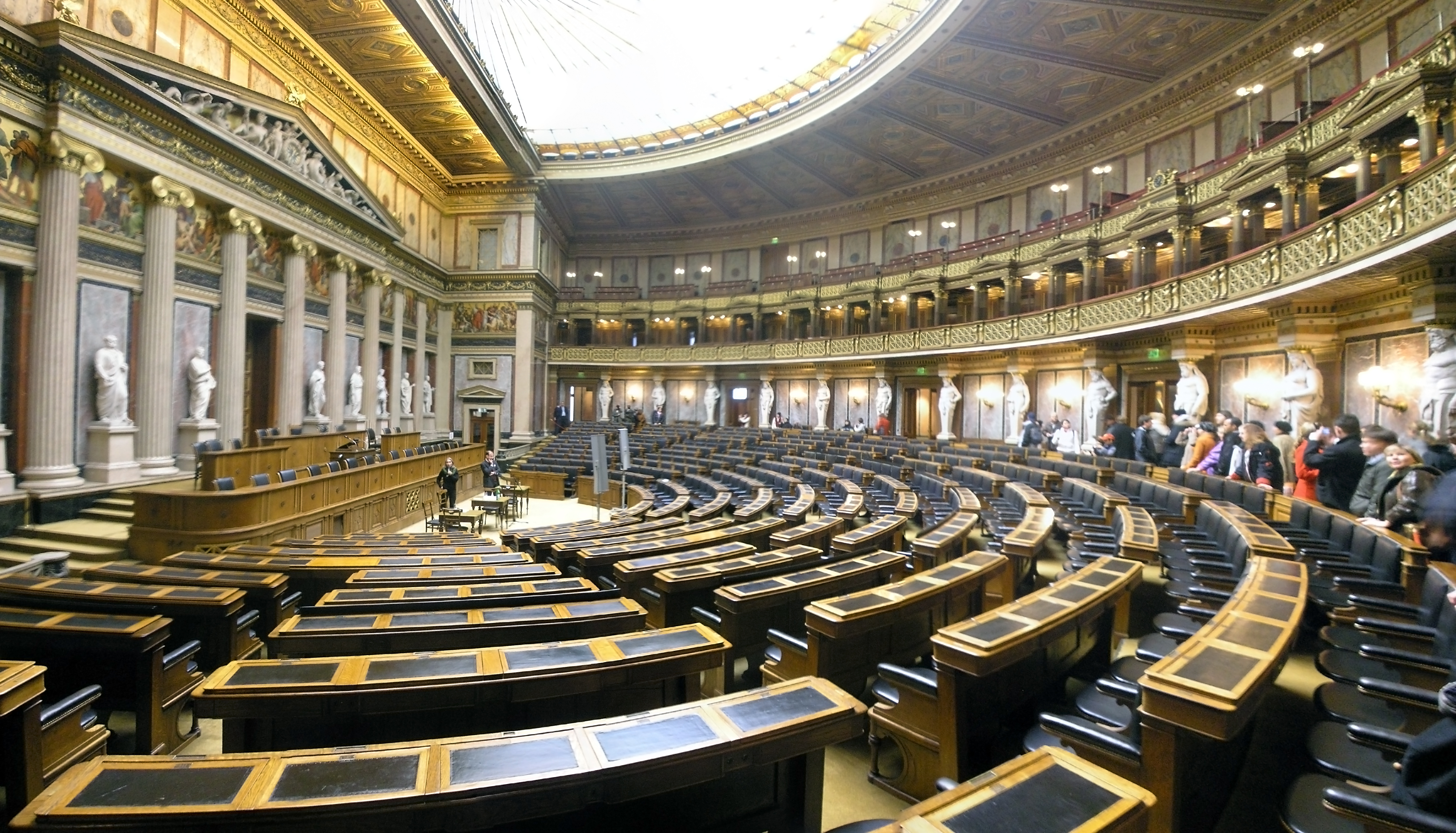
A képviselők ülésterme

Ausztria államformája parlamentáris rendszerű szövetségi köztársaság. Az ország alkotmányának gerince a szövetségi alkotmánytörvény, amelyet 1920-ban fogadtak el, majd 1929-ben és 1945-ben is módosítottak.

Az államfő a szövetségi elnök, akit a nép közvetlenül választ meg, mandátuma 6 évre szól. Feladatkörébe tartozik a kormány kinevezése és felmentése. 

### Törvényhozás, végrehajtás, igazságszolgáltatás
A végrehajtó hatalom a kormány, amelynek élén a szövetségi kancellár (Bundeskanzler) áll. A kormány tagjai: az alkancellár, a miniszterek és az államtitkárok.
A törvényhozó hatalom a kétkamarás parlament (Österreichisches Parlament). A kamarák együttes ülése a Szövetségi Gyűlés (Bundesversammlung). A kamarák:
- Alsóháza a képviselőház, a Nemzeti Tanács (Nationalrat) – 183 tagját öt évente választják nyílt listás, többszintű pártlistás arányos képviseleti rendszerben.
- Felsőháza a szövetségi tartományok képviselete, a Szövetségi Tanács (Bundesrat) – jelenleg 61 képviselő, a tartományi parlamentek delegálják őket. Minden tartomány minimum 3 főt küldhet (például Vorarlberg és Burgenland), illetve még a tartományok népességszámát tekintve ez kiegészül további létszámmal (például Bécs 11 fő) – maximum 12 fő (például Alsó-Ausztria).

A Szövetségi Gyűlés az államfő beiktatásakor kezdi meg munkáját.

### Jogállamiság
Ausztria demokrácia-indexei, összehasonlítva szomszédos országokkal, rendezhető táblázatbanː

| Ország / Adat (év és forrás) | Korrupcióérzékelési index (2024)    | Sajtószabadság (2025)               | Demokrácia index (2024) (EIU )      | Demokrácia értékelése (2024) (V-Dem )                                                            |
| ---------------------------- | ----------------------------------- | ----------------------------------- | ----------------------------------- | ------------------------------------------------------------------------------------------------ |
| Ausztria                     | 67                                  | 78,1                                | 8,28                                | Képviseleti demokrácia                                                                           |
| Csehország                   | 56                                  | 83,9                                | 8,08                                | Liberális demokrácia                                                                             |
| Magyarország                 | 41                                  | 62,8                                | 6,5                                 | Választási autokrácia                                                                            |
| Németország                  | 75                                  | 83,8                                | 8,73                                | Liberális demokrácia                                                                             |
| Olaszország                  | 54                                  | 68                                  | 7,58                                | Liberális demokrácia                                                                             |
| Szlovákia                    | 49                                  | 72,8                                | 7,21                                | Képviseleti demokrácia                                                                           |
| Szlovénia                    | 60                                  | 74                                  | 7,82                                | Képviseleti demokrácia                                                                           |
| megjegyzés                   | a legalacsonyabb szám a legrosszabb | a legalacsonyabb szám a legrosszabb | a legalacsonyabb szám a legrosszabb | Az EU-ban egyedül Magyarországot sorolta · a választási autokrácia csoportba. · autokratizálódik |

### Közigazgatási beosztás
Ausztriát 9 szövetségi tartomány (Bundesland) alkotja. A tartományt a tartományi kormány (Landesregierung) igazgatja, melynek élén a tartományfőnök (Landeshauptmann) áll. Bécsben a tartományfőnök egyben a város polgármestere, a tartományi kormány pedig a városi szenátus. A települések vezetőit polgármesternek nevezik (Bürgermeister).
| Tartomány                        | Székhely     | Terület (km²) | Népesség (2017. jan.) | Népűrűség (fő/km²) | GDP (milliárd euró) (2022, Eurostat) | GDP/fő (2022) | Tartományok és kerületek |
| -------------------------------- | ------------ | ------------- | --------------------- | ------------------ | ------------------------------------ | ------------- | ------------------------ |
| Burgenland                       | Eisenstadt   | 3965          | 292000                | 73.6               | 10 454                               | 34 900        |                          |
| Karintia (Kärnten)               | Klagenfurt   | 9536          | 561077                | 58.8               | 24 755                               | 43 600        |                          |
| Alsó-Ausztria (Niederösterreich) | Sankt Pölten | 19178         | 1665753               | 86.9               | 71 757                               | 41 900        |                          |
| Salzburg                         | Salzburg     | 7154          | 549 263               | 76.8               | 33 330                               | 58 900        |                          |
| Stájerország (Steiermark)        | Graz         | 16401         | 1237298               | 75.4               | 56 152                               | 44 600        |                          |
| Tirol                            | Innsbruck    | 12648         | 746153                | 59,0               | 39 328                               | 51 200        |                          |
| Felső-Ausztria (Oberösterreich)  | Linz         | 11982         | 1 465 045             | 122.3              | 76 780                               | 50 700        |                          |
| Bécs (Wien)                      | Bécs (Wien)  | 415           | 1867582               | 4500               | 110 992                              | 56 600        |                          |
| Vorarlberg                       | Bregenz      | 2601          | 388752                | 149                | 23 588                               | 58 300        |                          |
|                                  |              |               |                       |                    |                                      |               |                          |

### Politikai pártok
- Österreichische Volkspartei (ÖVP) – Osztrák Néppárt
- Sozialdemokratische Partei Österreichs (SPÖ) – Ausztria Szociáldemokrata Pártja
- Freiheitliche Partei Österreichs (FPÖ) – Osztrák Szabadságpárt
- Grüne Alternative Liste – Zöld Alternatíva Lista
- NEOS - Das Neue Österreich und Liberales Forum – az új Ausztria és liberális fórum
- Kommunistische Partei Österreichs (KPÖ) – Osztrák Kommunista Párt

### Védelmi rendszer
Ausztria 1955 óta katonailag semleges állam.

## Népesség

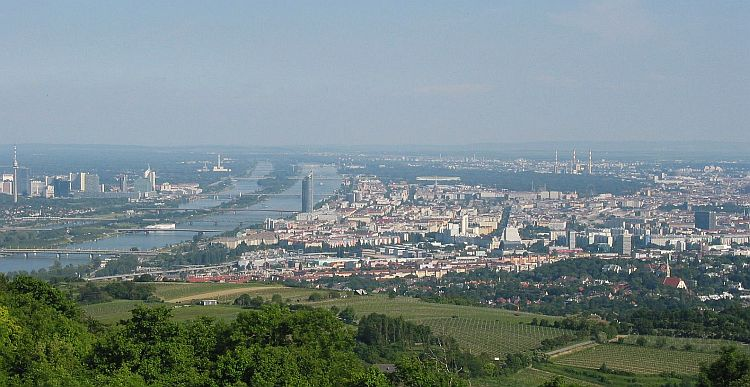
Bécs, a főváros

### Népességének változása
| Lakosok száma | 7 047 539 | 7 322 066 | 7 544 201 | 7 549 425 | 7 564 985 | 7 754 891 | 7 968 041 | 8 171 966 | 8 363 404 | 8 979 894 |
|               | 1960      | 1966      | 1972      | 1979      | 1985      | 1991      | 1997      | 2004      | 2010      | 2022      |

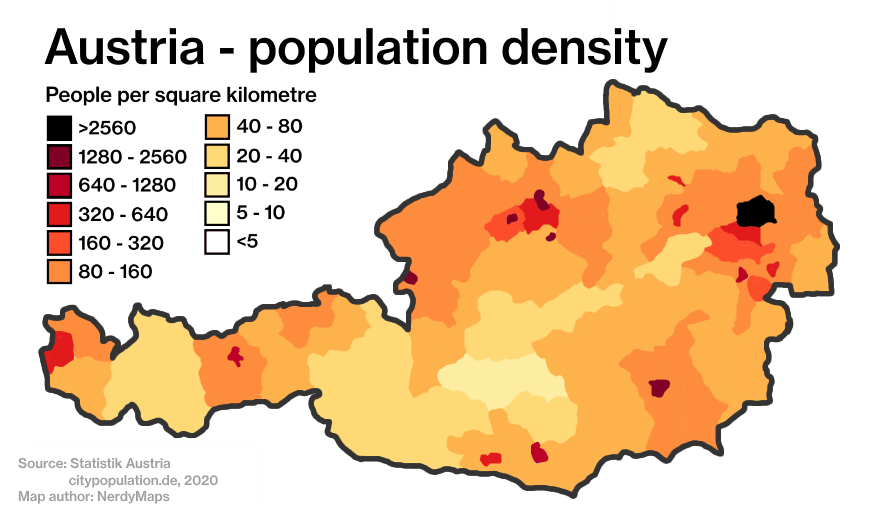
Népsűrűségi térkép (2020)

Ausztriának mérsékelten növekvő a népessége. 1950-ben még 6,9 millióan lakták az országot, 1970-ben már 7,5 millió volt az osztrákok száma, húsz évvel később, 1990-ben pedig meghaladta a 7,7 milliót.
2017-es becsült népessége 8,7 millió fő. A környező keleti országok többségével ellentétben, Ausztriában a népességnövekedés bár alacsony, de továbbra is pozitív, amelyhez jelentősen hozzájárulnak a bevándorlók közösségei. 2022.-ben jelentősen megnövekedett a népesség, főképp az ukrán bevándorlók miatt. 2023-ra a becsült népesség 9,1 millió fő.
Népességének változása 1950 és 2017 között.
| Év   | Népesség (millió fő) | Népsűrűség (fő/km²) |
| ---- | -------------------- | ------------------- |
| 1950 | 6,9                  | 84                  |
| 1960 | 7,1                  | 86                  |
| 1970 | 7,5                  | 91                  |
| 1980 | 7,6                  | 92                  |
| 1990 | 7,7                  | 94                  |
| 2000 | 8,1                  | 98                  |
| 2010 | 8,4                  | 102                 |
| 2020 | 9,0                  | 109                 |

A születéskor várható élettartam relatív magas.

### Etnikai megoszlás
| osztrákok szlovének burgenlandi horvátok | magyarok ladinok |

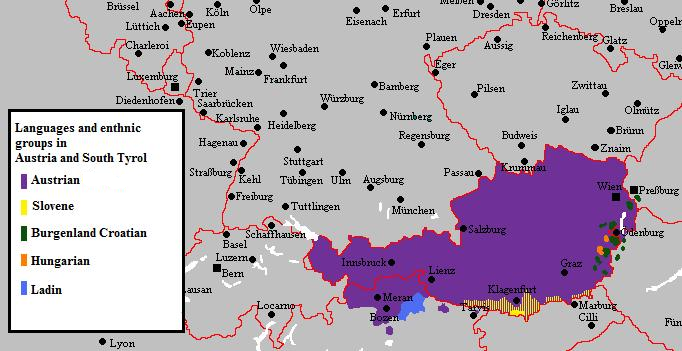
Ausztria nemzetiségi térképe

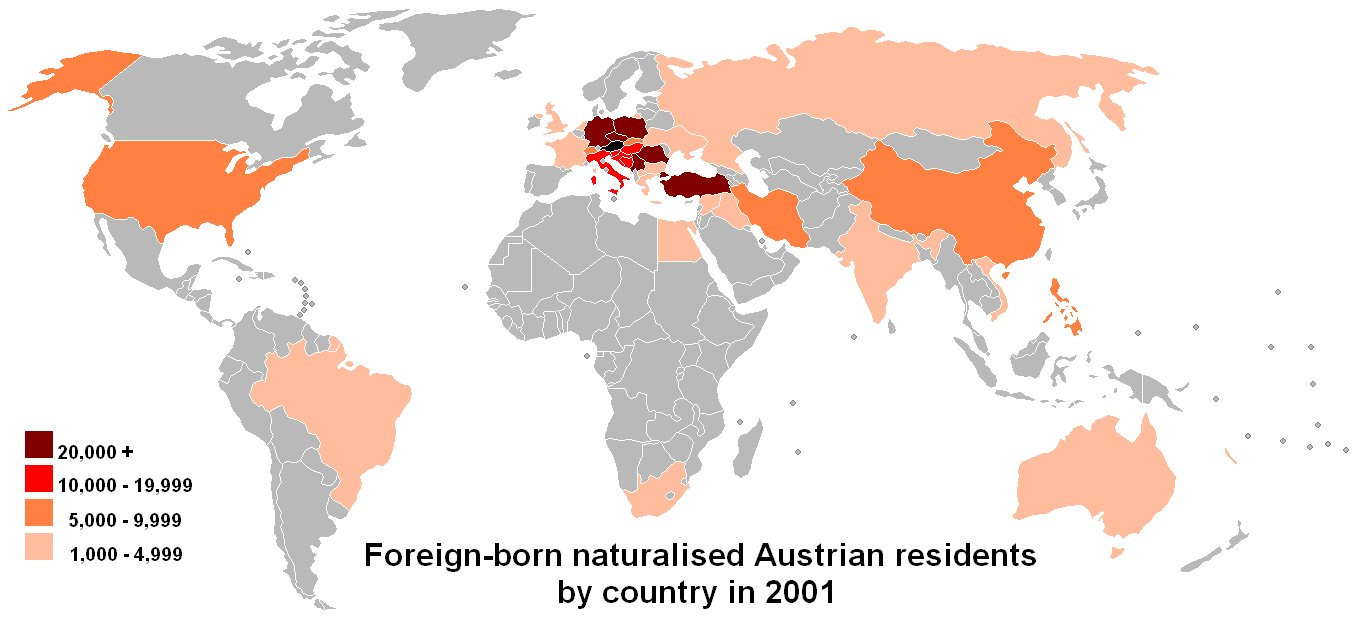
Osztrák állampolgárrá vált külföldiek születési helye (2001)

A 2011-es ausztriai hivatalos becslések azt mutatják, hogy a lakosok 81%-a helyi származású, de 19%-ának (1,6 millió lakos) legalább egy szülője bevándorló hátterű. A bevándorlók és vendégmunkások közül jelentős a délszlávok, a törökök, románok, magyarok, lengyelek és más, Európán kívüliek száma.
| No. | Származási ország   | Népesség (2020. jan.) |
| --- | ------------------- | --------------------- |
| 1   | Németország         | 200 059               |
| 2   | Románia             | 123 461               |
| 3   | Magyarország        | 123 045               |
| 4   | Szerbia             | 122 364               |
| 5   | Törökország         | 117 640               |
| 6   | Bosznia-Hercegovina | 96 635                |
| 7   | Horvátország        | 83 605                |
| 8   | Lengyelország       | 64 454                |
| 9   | Szíria              | 51 441                |
| 10  | Szlovákia           | 43 643                |
| 11  | Afganisztán         | 43 585                |
| 12  | Oroszország         | 32 868                |
| 13  | Bulgária            | 32 566                |

### Nyelvi megoszlás
Az ország hivatalos nyelve a német. 2001-ben a népesség 88,8%-a vallotta magát német anyanyelvűnek.
Regionális szinten (Karintiában és Stájerországban) a szlovén, valamint (Burgenlandban) települési szinten a magyar és a horvát számít hivatalos nyelvnek. A Bécsben élő csehek és szlovákok is elismert történelmi kisebbségnek számítanak.
Beszélt nyelvek Ausztriában a 2001-es népszámlálás alapján:
- német (hivatalos) 88,8% (94% bajor, 6% alemann)
- szerb-horvát 3,7% (2,4% szerb, 1,3% horvát (hivatalos Burgenlandban) – lásd még gradišćei horvát nyelv
- török 2,3%
- szlovén (hivatalos Karintiában) 0,2-0,5%
- magyar (hivatalos Burgenlandban) 0,2%
- cseh 0,2%
- szlovák 0,1%

### Vallási megoszlás

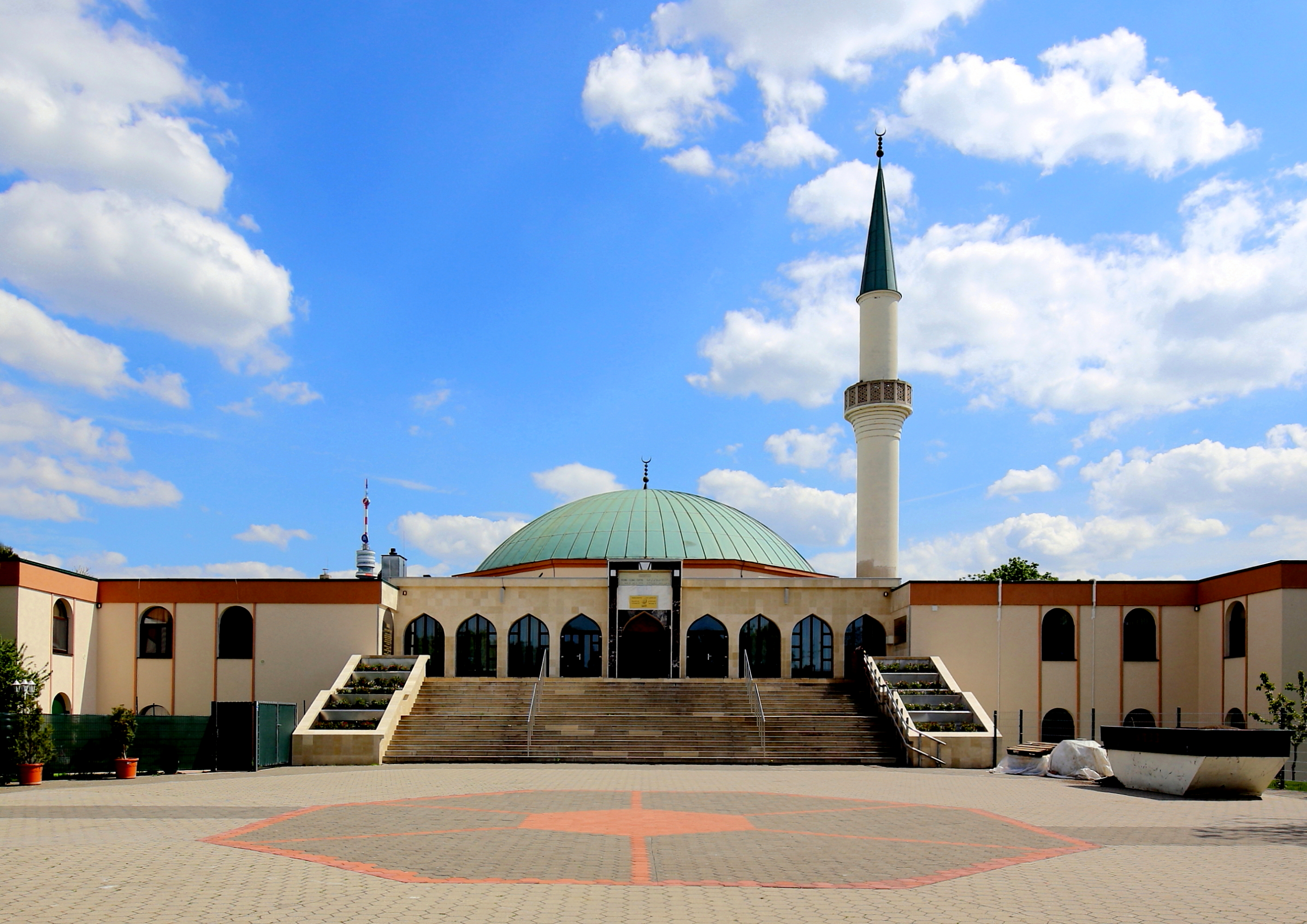
A bécsi iszlám központ, Bruckhaufen

2016-ban a lakosság közel negyedének nem volt vallási hovatartozása vagy csak nem nyilatkozott. Az osztrákok többsége római katolikus vallású (57%), de vannak ortodox (9%) és kisebb protestáns (főleg evangélikus) közösségek szerte az országban (3,3%).
A bevándorlók közül a törökök, bosnyákok, szírek, afgánok zöme iszlám vallású; 2016-ban a lakosság 8%-a; 2001 óta duplázódott a számuk.
A nagy számban jelenlévő szerbek és románok többnyire a kereszténység keleti formáját követik és a szerbek a szerb ortodox egyházhoz, a románok javarészt a román ortodox egyházhoz tartoznak.

## Gazdaság
Ausztria gazdasága fejlett szociális piacgazdaság, az egy főre jutó GDP (bruttó hazai termék) pedig világszínvonalon is magas értéket mutat. A Világgazdasági Fórum globális versenyképesség listája alapján 2019-ben 141 ország közül a 21. helyen állt. Az amerikai Mercer legélhetőbb nagyvárosainak listájának első helyén hosszú évek óta Bécs áll az éves "életminőségi" felmérésben.
A gazdaság szinte minden ágazata fejlett az országban. Az ipari termelés fő ágai a gépgyártás (közlekedés és mezőgazdaság), a szerszámgépgyártás, valamint az egyéb ipari ágak berendezéseinek gyártása. Fő központjai Bécs, Graz, Linz és Steyr városok.
Az ország gazdaságának döntő hányadát a szolgáltatási szektor adja.
A hűvös és csapadékos Alpok magasabban fekvő területeit az erdőgazdálkodás, a havasi pásztorkodás és a turizmus hasznosítja, míg a védett völgyekben a zöldmező-gazdálkodás és a könnyűipar honosodott meg.
Németország történelmileg Ausztria fő kereskedelmi partnere volt, így az osztrák gazdaság sebezhetővé vált a német gazdaság változásaival szemben. Bár még mindig Németország a legfontosabb partnere, amióta 1995-ben az Európai Unió tagállama lett, szorosabbra fűzi kapcsolatait az EU többi gazdaságával is. Ez a fejlemény csökkentette a gazdasági függőségét Németországtól.
A munkanélküliség 2015-2025 között 7–9 % körül alakult, 2025 elején 8,6 % volt. (A nyári félévben mindig alacsonyabb, mint a téli félévben.)
| ország / év  | 2019   | 2020   | 2021   | 2022   | 2023   | 2024   |
| ------------ | ------ | ------ | ------ | ------ | ------ | ------ |
| Ausztria     | 50 010 | 48 764 | 53 827 | 52 609 | 56 290 | 56 915 |
| Magyarország | 17 003 | 16 356 | 18 991 | 18 556 | 22 302 | 23 272 |

### Külkereskedelem
Ausztria 2022-ben a világ 32. legnagyobb exportőre, és 29. legnagyobb importőre volt. 2022-ben Ausztria 209 milliárd $ értékben exportált és 216 milliárd $ értékben importált, 7 milliárd $ hiánnyal. Az ország külkereskedelme Európa központú.
Az osztrák exporttermékek legjelentősebb területei a gépipar, fémipar és a vegyipar. A legjelentősebb kiviteli termékek a gépjárművek, gyógyszerek, valamint a gyógyszeralapanyagok. Ausztria legjelentősebb exportországa Németország, ahova a teljes exportállomány több mint egynegyede (27,7%) érkezik. 2017 és 2022 között, az export termékek közül a villamosenergia és a gyógyszeralapanyagok kivitele nőtt a legnagyobb mértékben, míg a legnagyobb visszaesést a hormonkészítmények és a belsőégésű motorok szenvedték el. Az exportországok közül 2017 és 2022 között Németország és Magyarország aránya nőtt a legnagyobbat, míg a legnagyobb visszaesést Oroszország és az Egyesült Arab Emírségek szenvedte el.
Az osztrák importtermékek legjelentősebb területei a gépipar, fémipar és a vegyipar. A legjelentősebb behozatali termékek a gépjárművek, finomított kőolaj, valamint az arany. Ausztria legjelentősebb importországa Németország, ahonnan a teljes importállomány közel fele (40%) érkezik. 2017 és 2022 között, az import termékek közül az arany és a villamosenergia behozatala nőtt a legnagyobb mértékben, míg a legnagyobb visszaesést a gépjárművek és a hormonkészítmények szenvedték el. Az importországok közül 2017 és 2022 között Németország és Olaszország aránya nőtt a legnagyobbat, míg a legnagyobb visszaesést Banglades és Mexikó szenvedte el.

#### Termékek
Az ország tíz legnagyobb export- és importterméke a következő volt 2022-ben: 
|     | Legnagyobb exporttermékek           | Legnagyobb exporttermékek | Legnagyobb importtermékek          | Legnagyobb importtermékek |
| --- | ----------------------------------- | ------------------------- | ---------------------------------- | ------------------------- |
|     | Termék                              | Arány                     | Termék                             | Arány                     |
| 1.  | Gépjárművek                         | 3,7%                      | Gépjárművek                        | 4,1%                      |
| 2.  | Gyógyszerek                         | 3,5%                      | Finomított kőolaj                  | 3,8%                      |
| 3.  | Gyógyászati alapanyagok             | 3,2%                      | Arany                              | 3,4%                      |
| 4.  | Villamosenergia                     | 2,6%                      | Műsorszóró berendezések            | 2,7%                      |
| 5.  | Gépjármű alkatrészek és tartozékok  | 2,4%                      | Villamosenergia                    | 2,6%                      |
| 6.  | Ásványvíz                           | 1,7%                      | Gyógyászati alapanyagok            | 2,3%                      |
| 7.  | Egyedi funkciókkal rendelkező gépek | 1,5%                      | Gépjármű alkatrészek és tartozékok | 2,1%                      |
| 8.  | Földgáz                             | 1,3%                      | Gyógyszerek                        | 1,9%                      |
| 9.  | Belsőégésű motorok                  | 1,3%                      | Nyers kőolaj                       | 1,6%                      |
| 10. | Fém rögzítők                        | 1,3%                      | Hormonkészítmények                 | 1,3%                      |

#### Országok
A fő országok, amelyekbe Ausztria exportált és amelyekből importált termékeket 2022-ben: 
|     | Legnagyobb exportországok | Legnagyobb exportországok                                                         | Legnagyobb exportországok | Legnagyobb importországok | Legnagyobb importországok                                                             | Legnagyobb importországok |
| --- | ------------------------- | --------------------------------------------------------------------------------- | ------------------------- | ------------------------- | ------------------------------------------------------------------------------------- | ------------------------- |
|     | Ország                    | Termék                                                                            | Arány                     | Ország                    | Termék                                                                                | Arány                     |
| 1.  | Németország               | Gépjármű alkatrészek és tartozékok, gyógyászati alapanyagok, villamosenergia stb. | 27,7%                     | Németország               | Finomított kőolaj, gépjárművek, villamosenergia...stb.                                | 40%                       |
| 2.  | USA                       | Gyógyászati alapanyagok, gépjárművek, belsőégésű motorok...stb.                   | 6,9%                      | Olaszország               | Finomított kőolaj, gépjármű alkatrészek és tartozékok, gyógyászati alapanyagok...stb. | 6,9%                      |
| 3.  | Olaszország               | Fűrészelt fa, villamosenergia, gyógyászati alapanyagok...stb.                     | 6,5%                      | Csehország                | Gépjárművek, villamosenergia, műsorszóró berendezések...stb.                          | 5%                        |
| 4.  | Svájc                     | Gyógyszerek, villamosenergia, fa építőanyagok...stb.                              | 5,4%                      | Svájc                     | Arany, hormonkészítmények, gyógyászati alapanyagok...stb.                             | 5%                        |
| 5.  | Magyarország              | Földgáz, villamosenergia, finomított kőolaj...stb.                                | 5%                        | Hollandia                 | Gyógyszerek, műsorszóró berendezések, nyers alumínium...stb.                          | 4,5%                      |
| 6.  | Franciaország             | Hormonkészítmények, finomított réz, központi fűtésű kazánok...stb.                | 4%                        | Lengyelország             | Koksz, szénbrikett, akkumulátorok...stb.                                              | 3,7%                      |
| 7.  | Lengyelország             | Gyógyászati alapanyagok, gyógyszerek, fém rögzítők...stb.                         | 3,7%                      | Kína                      | Műsorszóró berendezések, számítógépek, elektromos transzformátorok...stb.             | 3,3%                      |
| 8.  | Szlovákia                 | Műsorszóró berendezések, számítógépek, gépjármű alkatrészek és tartozékok...stb.  | 3,6%                      | Magyarország              | Villamosenergia, gépjárművek, gépjármű alkatrészek és tartozékok...stb.               | 2,9%                      |
| 9.  | Csehország                | Gépjárművek, hengerelt acéllemezek, gyógyszerek...stb.                            | 3,4%                      | Szlovákia                 | Gépjárművek, nyers kőolaj, nyers réz...stb.                                           | 2,7%                      |
| 10. | Egyesült Királyság        | Arany, gépjárművek, gépjármű alkatrészek és tartozékok...stb.                     | 2,6%                      | Franciaország             | Gyógyászati alapanyagok, gépjárművek, alumínium bevonók...stb.                        | 2,5%                      |

## Közlekedés

### Szárazföldi közlekedés

#### Közút
- Közúti útvonalainak hossza (2003): 133 700 km

#### Vasút
- Vasútvonalainak hossza (2017): 5801 km

### Vízi közlekedés
- Az ország vízi közlekedése a Duna mentére korlátozódik. Fontosabb kikötővárosok (összesen 4 kikötője van): Linz, Bécs, Enns és Krems.
- Az ország kereskedelmi hajóflottája 10 hajóból áll, összkapacitásuk 46 563 BRT.[forrás?]

### Légi közlekedés
Ausztria reptereinek száma (2003) 55. Legjelentősebb nemzetközi repülőterek:
- Flughafen Wien-Schwechat a legjelentősebb repülőtere Ausztriának
- Flughafen Graz-Thalerhof: Graz repülőtere
- Flughafen Linz-Hörsching: Linz
- Flughafen Klagenfurt: Klagenfurt repülőtere
- Salzburg Airport W. A. Mozart: Salzburg repülőtere
- Flughafen Innsbruck: Innsbruck repülőtere
- Vorarlbergben a Flughafen Altenrhein (CH) és Friedrichshafen (D) áll az utazóközönség rendelkezésére.

## Telekommunikáció
| Hívójel prefix | OE |
| ITU zóna       | 28 |
| CQ zóna        | 15 |

## Kultúra
Az osztrák kultúra évszázadok óta társul az európai kultúrához, és nemzetközileg elismert eredményeket hozott. Jelentős épületeket építettek mindenféle stílusban, amelyek közül sok ma az UNESCO világörökség része.
Az ország neve szorosan összekapcsolódik a komolyzenével és a zenei rendezvényekkel. Klasszikus zeneszerzők: Joseph Haydn, Wolfgang Amadeus Mozart, Franz Schubert, Richard Strauss, Johann Strauss.
A 18. és 19. században Ausztria az európai zenei élet egyik központja volt a bécsi klasszikus zenével, amely nemcsak az országhoz kapcsolódó zenészek és zeneszerzők számában tükröződik, hanem a mai napig létező számos operaházban és színházban.
Ausztriának ugyanakkor kiterjedt kulináris hagyománya is van, például a bécsi kávéház kultúrája, valamint számos tipikus osztrák étel.
Ausztria eddig kétszer nyerte meg az Eurovíziós Dalfesztivált: először 1966-ban Udo Jürgensnek köszönhetően, majd 2014-ben Conchita Wursttal.

## Sportélete

### Labdarúgás
Az Osztrák labdarúgó-válogatott eddigi legeredményesebb szereplése az 1954-es világbajnokság ahol bronzérmes lett.
Ausztria 2008-ban Svájccal közösen rendezte meg labdarúgásban az Európa Bajnokságot. A döntőt a bécsi Ernst Happel Stadionban játszották.

### Olimpia
Eddig két téli olimpiát az 1964-es és az 1976-os játékokat rendezték az osztrák Innsbruckban (nyári olimpiát még nem rendeztek ebben az országban). Ausztria eddig 73 aranyérmet szerzett az olimpiai játékok során. A téli sportágakban erősebbek az osztrák sportolók. A legeredményesebb sportág az Alpesi sí.

### Formula–1
A zeltwegi A1-Ring, más néven Österreichring adott otthont 1997 és 2003 között a Formula–1-es Osztrák Nagydíjnak. A 2002-es osztrák futam botrányba fulladt amikor is a brazil Rubens Barrichello az utolsó körben a Ferrari csapatutasításra elengedte csapattársát, a német Michael Schumachert, ezzel átadva neki a győzelmet. Gerhard Berger F1-es pilóta volt a McLarennél a legendás Ayrton Senna csapattársa és egyben legjobb barátja is, a Ferrarinál is vezetett, később a BMW versenyigazgatója volt, majd 2006-tól a Red Bull csapat testvéristállójának, a Scuderia Toro Rossónak lett csapatvezetője és tulajdonosa.
1994-ben az imolai verseny időmérő edzésén versenybalesetben vesztette életét az osztrák Roland Ratzenberger, egy nappal később a betonfalnak ütközve Ayrton Senna is szörnyethalt, ezért nevezik a F1 fekete hétvégéjének az 1994. májusi San Marinó-i GP-t. Ratzenberger tragédiája után Gerhard Berger, Ayrton Senna és Michael Schumacher létrehozta a DPDA-t (Pilóták Érdekvédelmi Szervezete).
Az osztrák tulajdonban lévő Red Bull Racing csapat lett a 2010, 2011, 2012 és 2013-as Forma 1-es világbajnokság konstruktőri/csapat világbajnoka. Dietrich Mateschitz multimilliomos, a Red Bull energiaital gyártó cég feje 2005-ben megvásárolta a Jaguar alakulatát, és ezzel a F1-ben Red Bull Racing néven új csapatot alapított, az energiaitalgyár vörös bikás logója a versenyautókon is megjelenik. A team pilótái a 2021-től a mexikói Sergio Pérez és a holland Max Verstappen. A Red Bull csapatfőnöke Christian Horner, tanácsadója Helmut Marko, szintén F1-es pilóta volt, pályafutásának az vetett véget, hogy versenyzés közben felcsapódott egy kő, ami fél szemére megvakította. A 2022-es konstruktőri címet, az osztrák alakulat nyerte meg.
Az osztrákoknak két világbajnokuk is van a F1-ben: Jochen Rindt 1970 posztumusz bajnoka és a háromszoros bajnok Niki Lauda (1975, 1977, 1984). Jochen Rindt még a cím megnyerése előtt életét vesztette egy versenybalesetben, özvegye vette át a VB-kupát. Niki Lauda a Nürburgringen súlyos égési sérüléseket szenvedett, de felépült, és folytatta a versenyzést.

### Egyéb
2005-ben Bécs és Innsbruck rendezte meg a jéghoki-világbajnokságot, majd 2006-ban Salzburg az országúti kerékpár-világbajnokságot.

### Híres sportolók
- Thomas Muster (tenisz)
- Niki Lauda, Gerhard Berger (Formula–1)
- Marcel Hirscher, Hermann Maier, Benjamin Raich, Mario Matt, Felix Neureuther, Franz Klammer, Toni Sailer (alpesi sí)
- Marlies Schield, Anna Fenninger, Elisabeth Görgl (alpesi sí)
- Gregor Schlierenzauer, Thomas Morgenstern, Andreas Goldberger (síugrás)

## Turizmus

### Oltás
Turisták számára a kullancs encephalitis (agyhártya és agyvelőgyulladás) elleni oltás javasolt (csak bizonyos területekre utazóknak).

## Ünnepek
| Dátum               | Magyar név                                        | Német név                               | Megjegyzés                                                  |
| ------------------- | ------------------------------------------------- | --------------------------------------- | ----------------------------------------------------------- |
| Január 1.           | Újév                                              | Neujahr                                 |                                                             |
| Január 6.           | Vízkereszt                                        | Hl. Drei Könige                         |                                                             |
| –                   | Nagypéntek                                        | Karfreitag                              | változó dátum                                               |
| –                   | Húsvéthétfő                                       | Ostermontag                             | változó dátum                                               |
| Május 1.            | A munka ünnepe                                    | Tag der Arbeit                          |                                                             |
| –                   | Áldozócsütörtök                                   | Christi Himmelfahrt                     | változó dátum                                               |
| –                   | Pünkösdhétfő                                      | Pfingstmontag                           | változó dátum                                               |
| –                   | Úrnapja                                           | Fronleichnam                            | változó dátum                                               |
| Augusztus 15.       | Nagyboldogasszony napja                           | Mariä Himmelfahrt                       |                                                             |
| Október 26.         | Az örökös semlegesség törvénybe iktatásának napja | Nationalfeiertag                        |                                                             |
| November 1.         | Mindenszentek                                     | Allerheiligen                           |                                                             |
| November 15.        | Szent Lipót napja                                 | Heiliger Leopold (Babenbergi III.Lipót) | tanítási szünet Alsó- és Felső-Ausztriában, illetve Bécsben |
| November 11.        | Szent Márton napja                                | Martinstag                              | tanítási szünet Burgenland tartományban                     |
| December 8.         | Szeplőtelen fogantatás                            | Mariä Empfängnis                        |                                                             |
| December 25. és 26. | Karácsony                                         | Weihnachtsfeiertag                      |                                                             |

## Fordítás
- Ez a szócikk részben vagy egészben  az   Österreich című német Wikipédia-szócikk fordításán alapul.  Az eredeti cikk szerkesztőit annak laptörténete sorolja fel. Ez a jelzés csupán a megfogalmazás eredetét és a szerzői jogokat jelzi, nem szolgál a cikkben szereplő információk forrásmegjelöléseként.